# (23894) Arikahiguchi
(23894) Arikahiguchi est un astéroïde de la ceinture principale.

## Description
(23894) Arikahiguchi est un astéroïde de la ceinture principale. Il fut découvert le 16 septembre 1998 à la station Anderson Mesa par le programme LONEOS. Il présente une orbite caractérisée par un demi-grand axe de 3,05 UA, une excentricité de 0,08 et une inclinaison de 5,5° par rapport à l'écliptique.

## Compléments